# Matthew Good
Matthew Frederick Robert Good (Burnaby, 29 giugno 1971) è un cantautore e musicista canadese.

## Biografia
Originario della Columbia Britannica, è diventato uno dei più famosi musicisti alternative rock in Canada negli anni '90 come membro della Matthew Good Band, gruppo fondato nel 1992 e attivo dal 1995 al 2002.
Con questo gruppo, di cui facevano parte anche tra gli altri Dave Genn, Ian Browne e Rich Priske, Good ha pubblicato quattro album. Il gruppo si è sciolto nel 2002.
Nel 2003 ha pubblicato il suo primo album solista Avalanche, registrato con l'orchestra sinfonica di Vancouver. Il suo secondo disco White Light Rock & Roll Review è uscito nel giugno 2004.
Tutti i suoi dischi raggiungono puntualmente le posizioni più alte delle classifiche della Billboard Canadian Albums.
Nel 2011 (con Vancouver) ha vinto ai Juno Awards 2011 come "miglior album rock". Aveva già ottenuto due Juno Awards con la Band nel 2000 (gruppo dell'anno e album rock dell'anno).

## Discografia

### Solista
Album studio
- 2003 - Avalanche
- 2004 - White Light Rock & Roll Review
- 2007 - Hospital Music
- 2009 - Vancouver
- 2011 - Lights of Endangered Species
- 2013 - Arrows of Desire

Raccolte e album live
- 2005 - In a Coma: 1995-2005
- 2008 - Live at Massey Hall
- 2013 - Old Fighters

### Matthew Good Band
Album studio
- 1995 - Last of the Ghetto Astronauts
- 1997 - Underdogs
- 1999 - Beautiful Midnight
- 2001 - The Audio of Being

EP
- 1996 - Raygun
- 1997 - Lo-Fi B-Sides
- 2001 - Loser Anthems: B-Sides and Rarities